# 박세진 (2004년)
박세진(朴世眞, 2004년 3월 19일 ~ )는 대한민국의 축구 선수로, 포지션은 중앙 미드필더이며 현재 김천 상무로 군 복무 하고있다.